# Молчанинов, Иван Ильич
Иван Ильич Молчанинов (16 сентября 1918, с. Русско-Игнашкино, Самарская губерния, РСФСР — 2 февраля 1996, Москва, Российская Федерация) — советский государственный и партийный деятель, сельскохозяйственный техник, председатель Оренбургского облисполкома (1960—1966), председатель Алтайского крайисполкома (1966—1973).

## Биография
Родился в 1918 году в селе Русско-Игнашкино Грачевского района Оренбургской области в семье крестьянина.
После окончания в 1940 году Азово-Черноморского института механизации сельского хозяйства работал инженером-механиком в совхозе «Горный Ерик» Оренбургской области.
В 1940 году был призван в ряды Советской армии, окончил бронетанковое военное училище и военную академию бронетанковых и механизированных войск, служил в качестве заместителя командира полка по технической части, старшим инженером техотдела управления командующего бронетанковых войск Дальнего Востока.
После демобилизации из Советской армии в 1948 году работал в Оренбургской области заведующим учебной частью, директором школы механизации сельского хозяйства. В 1950 году он избирается секретарем Ак-Булакского райкома партии.
В 1953 году назначен заместителем начальника Оренбургского областного управления сельского хозяйства и заготовок, затем — заведующим сельскохозяйственным отделом обкома КПСС. В I960 году избирается председателем исполкома областного Совета депутатов трудящихся. В 1966 году И. И. Молчанинов направлен на работу в Алтайский край и избран председателем исполнительного комитета краевого Совета депутатов трудящихся. Был делегатом XXII, XXIII и XXVI съездов КПСС. Депутат Верховного Совета СССР, член бюро краевого комитета партии.
В 1973—1979 гг. — заместитель председателя Всероссийского объединения СМ по продаже сельскохозяйственной техники, запасных частей, минеральных удобрений и других материально-технических средств, организации ремонта и использования машин в колхозах и совхозах («Россельхозтехника»).
Депутат Верховного Совета СССР 6—8-го созывов с 1962 по 1974 г.
С 1979 года на пенсии.

## Награды и звания
Награждён двумя орденами Отечественной Войны 2 степени, орденом Октябрьской Революции, четырьмя орденами Трудового Красного Знамени.